# Division de cavalerie de la Garde (Empire allemand)
La division de cavalerie de la Garde (en allemand : Garde-Kavallerie-Division) est une unité de l'armée allemande qui participe à la Première Guerre mondiale. En 1918, elle prend le nom de division de tirailleurs de cavalerie de la Garde (Garde-Kavallerie-Schützen-Division). De 1918 à 1920, la division prend part aux troubles politiques sous la république de Weimar.

## Première Guerre mondiale

### Composition

#### Temps de paix, début 1914

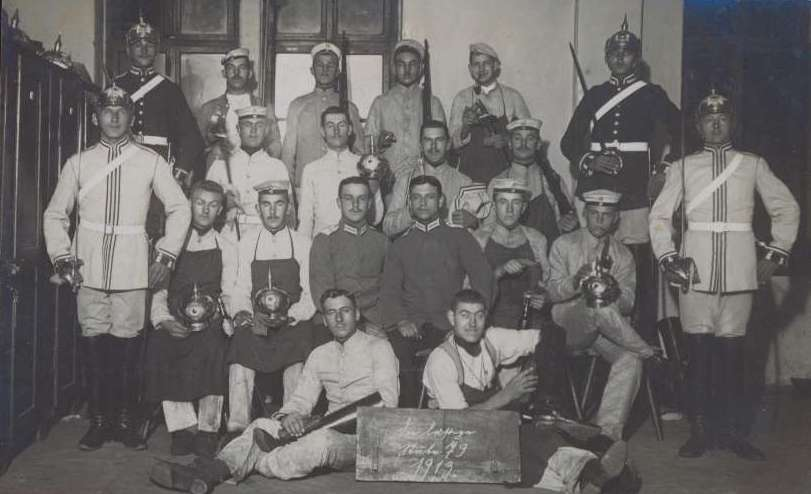
Cuirassiers de Garde du corps, 1913.

- 1re brigade de cavalerie de la Garde (Berlin)

Régiment des Gardes du Corps (Potsdam)
Régiment de cuirassiers de la Garde (Berlin)
- 2e brigade de cavalerie de la Garde (Potsdam)

1er régiment d'uhlans de la Garde (Potsdam)
3e régiment d'uhlans de la Garde (Potsdam)
- 3e brigade de cavalerie de la Garde (Berlin)

1er régiment de dragons de la Garde (Berlin)
2e régiment de dragons de la Garde (Berlin)
- 4e brigade de cavalerie de la Garde (Potsdam)

Régiment de hussards du Corps de la Garde (Potsdam)
2e régiment d'uhlans de la Garde (Potsdam)

#### Mobilisation d'août 1914

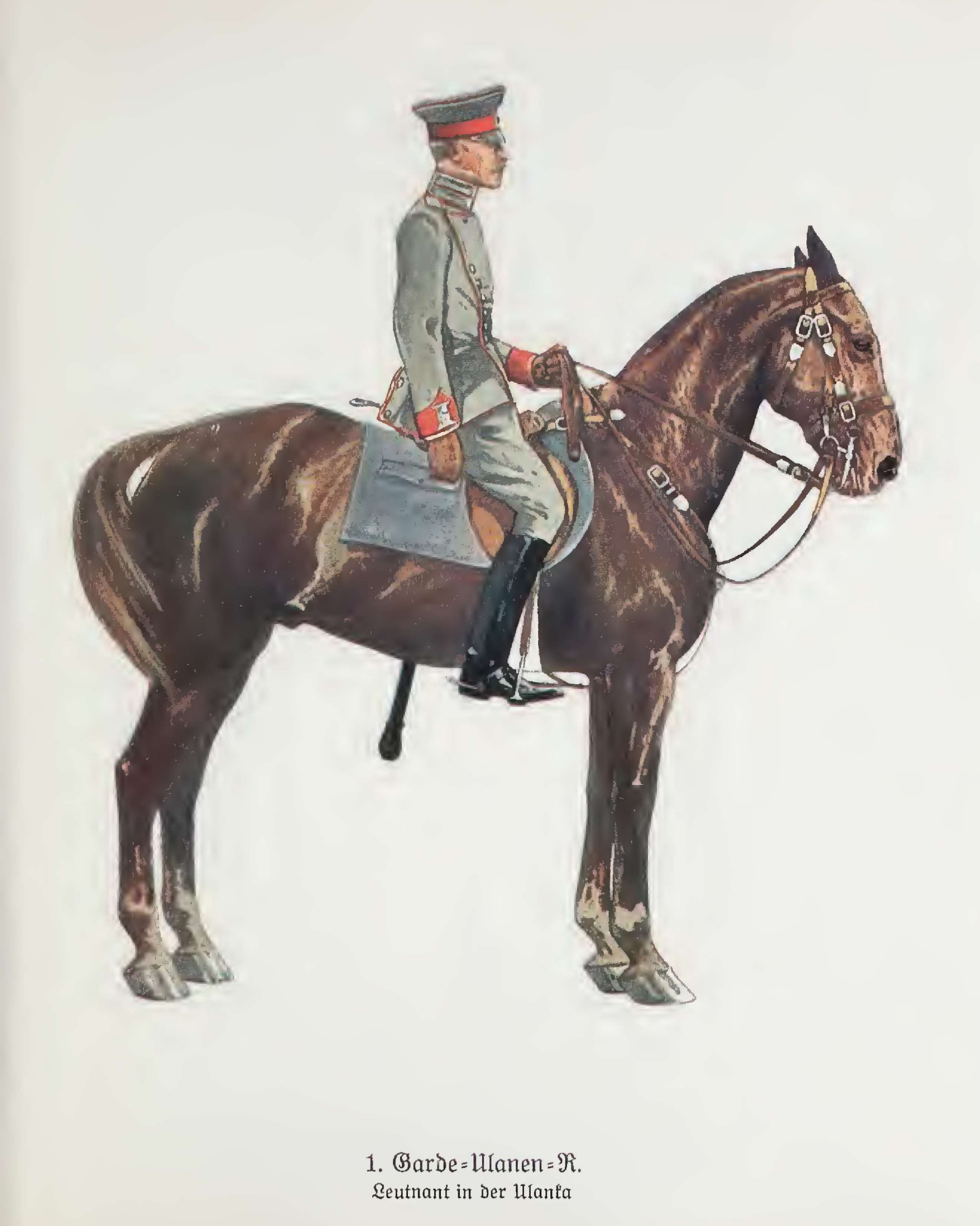
Cavalier du 1er régiment d'Uhlans de la Garde, 1915.

- 1re brigade de cavalerie de la Garde

Régiment de Garde du Corps
Régiment de cuirassiers de la Garde
- 2e brigade de cavalerie de la Garde

1er régiment d'uhlans de la Garde
3e régiment d'uhlans de la Garde
- 3e brigade de cavalerie de la Garde

1er régiment de dragons de la Garde « reine Victoria de Grande-Bretagne et d'Irlande »
2e régiment de dragons de la Garde « impératrice Alexandra de Russie »

#### Printemps 1918

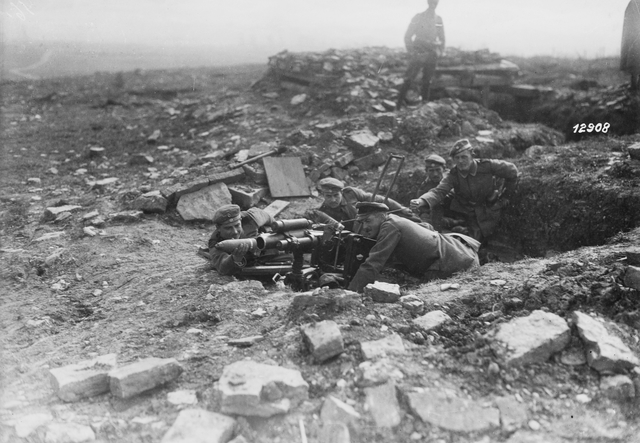
Soldats allemands sur le front Ouest utilisant un Minenwerfer, octobre 1918

Entre mars et mai 1918, la division est réorganisée en division de cavalerie Schützen de la Garde (Garde-Kavallerie-Schützen-Division). Elle compte trois Kavallerie-Schützen-Kommandos.
- Kavallerie-Schützen-Kommando 11

8e régiment de dragons
Régiment d'infanterie d'instruction
Corps franc Lützow (régiment d'infanterie renforcé)
- Kavallerie-Schützen-Kommando 14

8e régiment de hussards (de)
11e régiment de hussards (de)
5e régiment d'uhlans (de)
- Kavallerie-Schützen-Kommando 38

4e régiment de cuirassiers (de)
2e régiment de chasseurs à cheval
6e régiment de chasseurs à cheval (de)
- Artillerie divisionnaire

3e régiment d'artillerie de campagne de la Garde
- Troupes divisionnaires

Compagnie cycliste
Bataillon de pionniers
Compagnie de Minenwerfer
Unité d'aviation
Batterie de DCA
Unité de téléphone de campagne et télégraphie sans fil
Colonne d'approvisionnements et munitions

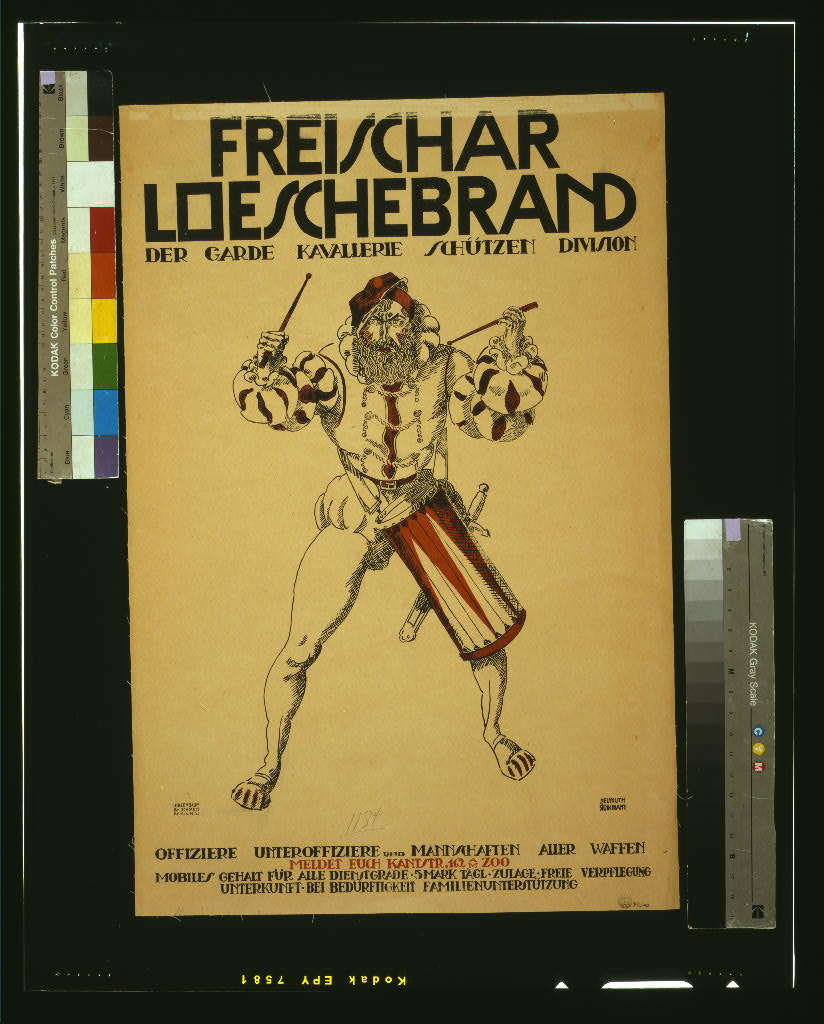
Affiche de recrutement du Corps franc Loeschebrand, unité paramilitaire rassemblant des anciens de la division de cavalerie Schützen de la Garde après 1918.

Compagnie sanitaire
Colonne de camions
2 autos blindées

#### Décembre 1918 - mars 1919
Après l'armistice de 1918, la division intègre plusieurs corps francs de volontaires : le corps franc Schleswig-Holstein (issu du 85e régiment d'infanterie (de) ), le régiment Seyfert (quatre compagnies) et la brigade Teysen (trois corps francs ayant la dimension d'un bataillon : Küntzel, Gentner et Loeschebrand).

### Historique

#### 1914
- 4 - 13 août : combats de reconnaissance aux frontières de la Belgique et du Luxembourg.
- 14 - 20 août : reconnaissance et affrontements autour de Dinant.
- 20 - 24 août : bataille de Namur.
- 29 - 30 août : bataille de Guise
- 6 - 9 septembre : bataille du Petit Morin.
- 12 - 16 septembre : combats à Saint-Erme, Juvincourt, La Ville-aux-Bois-lès-Pontavert, Prouvais.
- 13 - 22 septembre : bataille de l'Aisne.
- 1er - 13 octobre : bataille d'Arras.
- 9 octobre : franchissement du canal d'Aire à La Bassée.
- 11 octobre - prise de La Bassée.
- 13 octobre : prise de Givenchy.
- 13 octobre - 8 novembre : combats de position en Flandre et Artois.
- 15 - 28 octobre : bataille de Lille.
- 30 octobre - 8 novembre : première bataille d'Ypres.
- 9 - 30 novembre : bataille de l’Yser.
- À partir du 1er décembre : combats de position sur l'Yser.

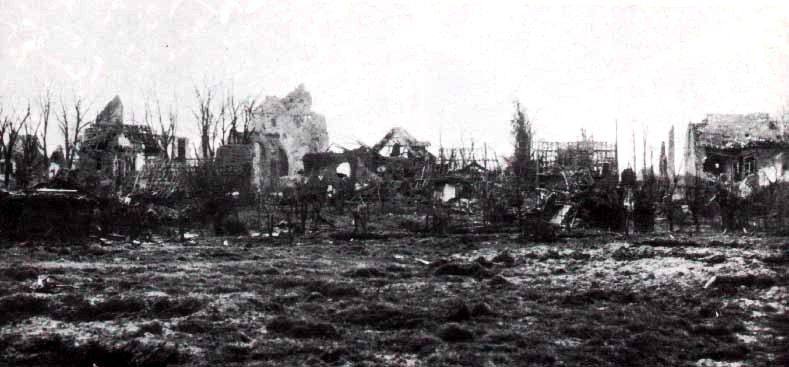
Le village détruit de Langemark près d'Ypres, octobre 1914.

#### 1915

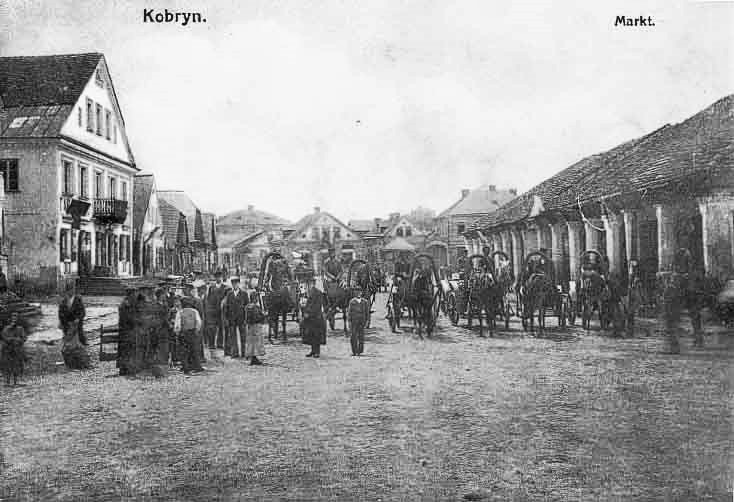
Place du marché à Kobryn pendant l'occupation allemande, carte postale allemande, 1915-1918.

- Jusqu'au 21 avril : combats de position sur l'Yser.
- 26 mai - 26 juin : deuxième bataille d'Ypres.
- 26 mai - 26 juin : combats de position sur l'Yser.
- 2 - 15 juillet : transport vers le front de l'Est.
- 16 - 18 juillet : bataille de rupture autour de Krasnystaw.
- 19 - 28 juillet : extension du combat de Krasnystaw.
- 29 - 30 juillet : bataille de rupture à Biskupice.
- 31 juillet - 19 août : combats de poursuite entre le Wieprz et le Boug.
- 19 - 28 août : réserve du groupe d'armées.
- 29 - 30 août : bataille de Kobryn.
- 31 août - 15 septembre : réserve du groupe d'armées.
- 19 - 24 septembre : combats sur la haute Chtchara et le Servetch.
- À partir du 1er octobre : combats de position dans les marais du Pripiat.

#### 1916

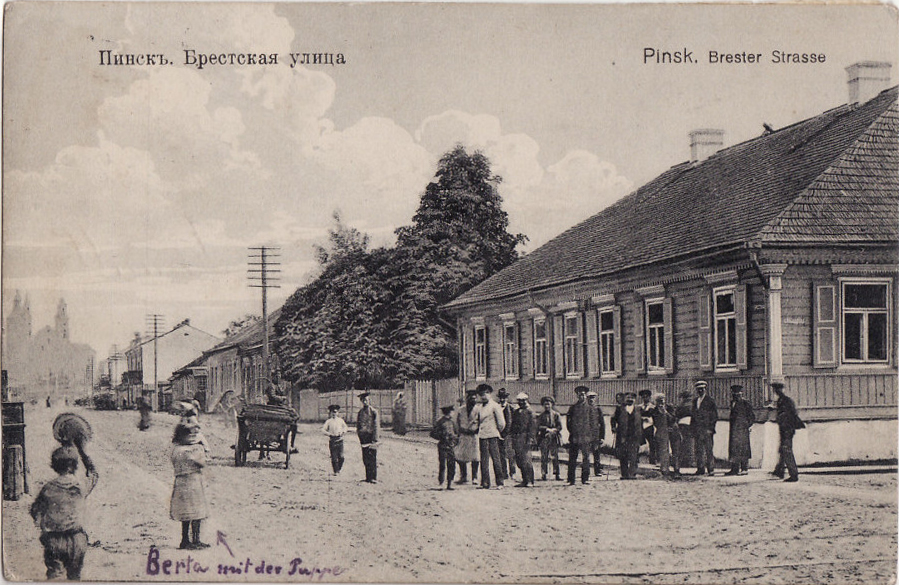
Pinsk dans les marais du Pripiat, carte postale allemande, 1917.

- Combats de position dans les marais du Pripiat.

#### 1917
- Jusqu'au 1er décembre : combats de position dans les marais du Pripiat.
- 2 - 17 décembre : front inactif.
- À partir du 17 décembre : armistice avec le régime bolchevik.

#### 1918
- Jusqu'au 11 février : armistice.
- 11 février - 3 mars : réserve du groupe d'armées von Linsingen .
- 3 - 15 mars : occupation en territoire grand-russien.
- 12 - 15 mars : transport vers le camp de Zossen (Brandebourg, transformation en division de cavalerie Schützen de la Garde (Garde-Kavallerie-Schützen-Division).
- 23 mai : grandes manœuvres en présence de l'empereur austro-hongrois Charles Ier, du Kronprinz Guillaume de Prusse, du Feld-Maréchal Paul von Hindenburg et des principaux généraux du Haut État-major.
- Fin mai : transport sur le front de l'Ouest, près de Maubeuge, et préparation à l'offensive du Printemps.
- À partir du 15 juillet : seconde bataille de la Marne.
- 17 août - 4 septembre : combats de défense entre l'Oise et l'Aisne.
- À partir d'octobre : combats de couverture de la retraite de la 1re armée.
- 11 novembre : armistice et fin des combats à l'Ouest.

## République de Weimar

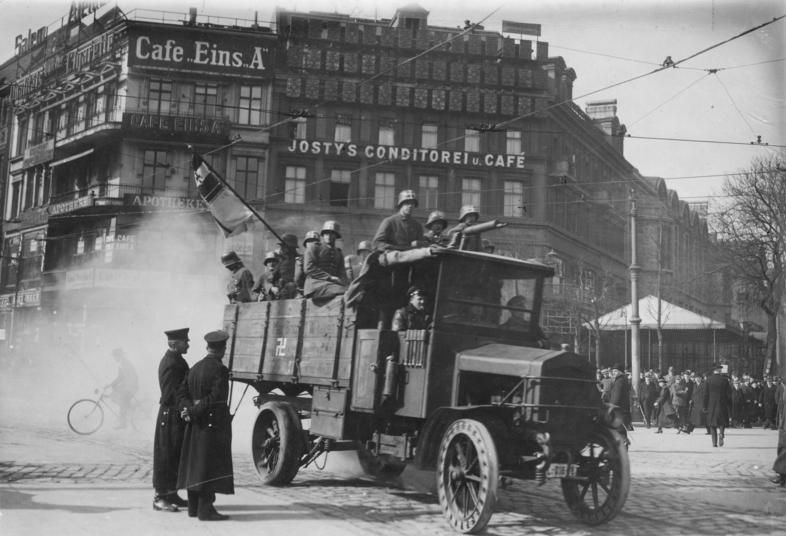
Militaires du putsch de Kapp à Berlin, mars 1920.

La division prend part aux troubles politiques sous la république de Weimar.
- 24 décembre 1918 : à Berlin, avec d'autres troupes régulières commandées par le général Arnold Lequis, elle réprime le soulèvement de la Volksmarinedivision (division de la marine populaire) formée par les mutins de la marine impériale allemande après les mutineries de Kiel.
- Janvier 1919 : la division participe à la répression de la révolte spartakiste de Berlin et à l'exécution sommaire de Karl Liebknecht et Rosa Luxemburg.
- Avril 1919 : elle fusionne avec la division de marine du général Paul von Lettow-Vorbeck pour former le corps de cavalerie Schützen de la Garde (de) (Garde-Kavallerie-Schützen-Korps).
- Mai 1919 : ce corps contribue à l'écrasement de la république des conseils de Bavière.
- Juillet 1919 : intégration à la Reichswehr, armée provisoire de la république allemande. Le corps comprend les 15e, 30e, 31e et 40e brigades.
- Mars 1920 : implication dans le putsch de Kapp.

## Chefs de corps
| Grade                        | Nom                                     | Date                                  |
| ---------------------------- | --------------------------------------- | ------------------------------------- |
| Oberstleutnant               | Hans von Werder (de)                    | 9 août - 20 septembre 1813            |
| Oberstleutnant               | Friedrich von La Roche-Starkenfels (de) | 21 septembre 1813 - 21 décembre 1816  |
| Oberst                       | Heinrich von Knobelsdorff               | 22 décembre 1816 - 13 septembre 1826  |
| Oberst                       | Frédéric Guillaume comte de Brandebourg | 28 novembre 1826 - 29 mars 1838       |
| Oberst                       | Karl von Brauchitsch (de)               | 30 mars 1838 - 29 mars 1844           |
| Generalmajor/Generalleutnant | Adam von Tümpling                       | 30 mars 1844 - 13 décembre 1848       |
| Generalmajor                 | Franz Heinrich von Waldersee (de)       | 14 décembre 1848 - 4 août 1856        |
| Generalleutnant              | Auguste de Wurtemberg                   | 5 août 1856 - 13 juin 1859            |
| Generalleutnant              | Gustav Adolf von Schlemüller            | 14 juin 1859 - 15 septembre 1862      |
| Generalleutnant              | Karl von der Goltz                      | 16 septembre 1862 - 9 mars 1866       |
| Generalleutnant              | Hermann d'Alvensleben                   | 10 mars 1866 - 13 janvier 1868        |
| Generalleutnant              | Karl Friedrich von der Goltz            | 14 janvier 1868 - 30 octobre 1872     |
| Generalleutnant              | Guillaume de Brandebourg                | 31 octobre 1872 - 29 août 1882        |
| Generalleutnant              | Wilhelm von Winterfeldt (de)            | 30 août 1882 - 14 novembre 1887       |
| Generalleutnant              | Karl von Alten                          | 15 novembre 1887 - 22 décembre 1889   |
| Generalleutnant              | Maximilian von Versen                   | 23 décembre 1889 - 23 mars 1890       |
| Generalleutnant              | Ernst von der Planitz                   | 24 mars 1890 - 13 juin 1895           |
| Generalleutnant              | Alexander von Wartensleben              | 14 juin 1895 - 9 juin 1899            |
| Generalleutnant              | Walther von Moßner                      | 10 juin 1899 - 17 mai 1901            |
| Generalleutnant              | Richard von Winterfeld (de)             | 18 mai 1901 - 21 décembre 1904        |
| Generalleutnant              | Arthur von Klinckowström                | 22 décembre 1904 - 1er septembre 1907 |
| Generalleutnant              | Alfred zu Dohna-Schlobitten             | 2 septembre 1907 - 22 septembre 1911  |
| Generalleutnant              | Friedrich von Hertzberg                 | 23 septembre 1911 - 17 février 1913   |
| Generalleutnant              | Manfred von Richthofen                  | 18 février - 3 décembre 1913          |
| Generalleutnant              | Raimund von Pelet-Narbonne              | 3 décembre 1913 - 19 juin 1914        |
| Generalleutnant              | Adolf von Storch                        | 19 juin - 23 septembre 1914           |
| Generalmajor                 | Günther von Etzel                       | 24 septembre - 30 novembre 1914       |
| Generalleutnant              | Adolf von Storch                        | 1er décembre 1914 - 21 février 1918   |
| Generalmajor/Generalleutnant | Heinrich von Hofmann                    | 22 février - 5 décembre 1918          |